# Логвиненко Олена Михайлівна
Оле́на Миха́йлівна Логвине́нко (нар.20 березня 1954 року, м. Хмельницький) – українська літературознавиця, літературна критикиня, поетка, журналістка. Кандидат філологічних наук, доцент, член НСПУ, член НСЖУ.

## Біографічні відомості
Народилася в сім’ї відомого журналіста й літературознавця Михайла Логвиненка. Батько був учасником 2-ї світової війни, мав бойові нагороди.
Закінчила на відмінно Київську середню школу (1971), з відзнакою  філологічний факультет Київського державного університету імені Т. Г. Шевченка, відділення української мови та літератури (1976), аспірантуру в Літературному інституті імені О. М. Горького в м. Москві (1983). Працювала редактором видавництва «Молодь», старшою кореспонденткою, завідувачкою відділу критики, заступницею головного редактора, в. о. головного редактора газети «Літературна Україна» (1983-2010), викладачкою Київського національного університету імені Т. Шевченка (2006-2010), доцентом Київського національного університету культури і мистецтв (2010-2016), заступницею головного редактора журналу «Київ» (2016-2018).
Кандидат філологічний  наук (1984). Тема дисертації: «Сучасний український роман: проблематика, характери, стиль». Брала участь у наукових конференціях, зокрема в Університе́ті Іллінойсу в Урба́ні-Шампейн (1995).
Членкиня Національної спілки письменників України (28.01.1999), членкиня Національної спілки журналістів (12.03.2003).
Творчий доробок
Літературну творчість почала з публікації рецензій та відгуків на літературні твори у газетах  «Молода гвардія», «Літературна Україна», «Молодь України», журналах «Вітчизна, «Дніпро» тощо. Авторка багаточисленних статей, літературних оглядів, інтерв’ю, діалогів із письменниками, «круглих столів» у «ЛУ», нарисів, репортажів з культурологічної проблематики.

## Книжки
- Логвиненко О.М. Сучасний український роман: еволюція, характери, стиль / О.М. Логвиненко. – К., Видавниче об’єднання «Вища школа»,1989. – 137 с.
- Логвиненко О. Гілка небесного вогню: Лірика // Передмова Г. Тарасюк / Олена Логвиненко. - Чугуїв, ІІІ тисячоліття, 2001,- 56 с.
- Логвиненко О. Дзвін тиші. Українська література наприкінці ІІ тисячоліття в діалогах із письменниками // Передмова А. Погрібного / Олена Логвиненко. -  К., Видавничий центр «Просвіта», 2003. – 240 с.
- Логвиненко О. Вчимося української (практичні рекомендації) / Олена Логвиненко. - К. : Видавничий центр КНУКіМ, 2012.- 28 с.

## Вибрані статті
- Логвиненко О. Художня проза на грані миті й вічності / О. Логвиненко // Критика. – 1996. – №10. – С.124 – 128. 115.
- Логвиненко О. Розмова тіней або куди веде читача клубок хитросплетінь сьогочасної української прози / О. Логвиненко // Літературна Україна. – 2000. – 24 лютого.
- Логвиненко О. Що таке український бестселер? / О. Логвиненко // Літературна Україна. – 2002. – 18 квітня.
- Логвиненко О. «Зупинилось небо у вікні» молодої української поезії / О. Логвиненко // Слово і час. – 2002. – № 4. – С. 53 – 57.
- Логвиненко О. Еротичний флер у літературі і межа естетичності / О. Логвиненко // Літературна Україна. – 2002. – 11 липня.
- Логвиненко, О. Дама у сідлі, або жіночий феномен в українській прозі на зламі століть : [українська "жіноча" проза (С. Майданська, Г. Тарасюк, Л. Пономаренко, М. Матіос, Є. Кононенко)] / О. Логвиненко // Київ. – 2006. - № 2. – С. 178-182.
- Логвиненко О. Ляпас від Алківіада, або Промінь світла в сутінках історії : [про підруч. Миколи Тимошика "Історія видавничої справи"] / Олена Логвиненко // Літературна Україна. — 2007. — 6 грудня.

| Логвиненко О. Ми не письменники - ми біль / О. Логвиненко, Г. Тарасюк // Вітчизна : літературно-художній та громадсько-політичний журнал письменників України. – Київ, 2008. – № 1/2. – С. 146- 149. |

- Логвиненко О. Не охололо в архіві його слово / Олена Логвиненко // Київ. – 2016. – № 9–10. – С. 162–167.

## Нагороди та відзнаки
Орден княгині Ольги ІІІ ст. (2007).
Почесна Грамота Кабінету міністрів України (2002).
Звання: Заслужений працівник культури України (1997).
Медаль «Почесна відзнака» НСПУ (2014).
Літературні премії:
Імені Дмитра Нитченка – відзнака Ліги українських меценатів та родини Дмитра Нитченка (Австралія) за пропаганду українського слова.
Імені Олександра Білецького – відзнака НСПУ за критичні, літературознавчі та мистецтвознавчі праці.